# 滑川町ふれあいバス
滑川町ふれあいバス（なめがわまちふれあいバス）は、埼玉県比企郡滑川町がかつて運行していたコミュニティバスである。川越観光自動車へ運行を委託していた。運賃は無料であった。
2016年8月31日をもって廃止となり、デマンド交通（デマンドタクシー、高齢者・身体障害者のみの予約制）に移行した。

## 路線

### 水曜日コース
- 滑川町役場 → 上山田集会所 → 上福田 → 森林公園西口 → 滑川町役場 → 羽尾表集会所 → つきのわ駅南口 → 文化スポーツセンター南 → 森林公園駅北口 → 金越集会所 → 滑川町役場

水曜日運転。

### 金曜日コース
- 滑川町役場 → 伊古集会所 → 泉福寺入口 → 森林病院 → 両表 → 滑川町役場 → 水房集会所 → つきのわ駅南口 → 月輪中央集会所 → 森林公園駅北口 → 旧倉林集会所 → 滑川町役場

金曜日運転。

## 車両
- 日野・リエッセ（トップドア車）